# Dolichurus venkataramani
Dolichurus venkataramani (лат.) — вид ос рода Dolichurus из семейства Ampulicidae. Видовое название дано в  честь крупного индийского зоолога Dr. K. Venkataraman, бывшего директора Zoological Survey of India.

## Распространение
Южная Азия: Индия

## Описание
Мелкие осы (самец 5,5 мм), основная окраска чёрная; с красновато-коричневыми отметинами на жвалах, усиках и ногах. От близкого вида Dolichurus taprobanae отличается более редкими пунктурами на первых трёх тергитах брюшка. На лбу имеется выступ, к которому прикрепляются усики. Переднеспинка широкая; нотаули развиты. Брюшко в основании широкое, в передних крыльях по 3 радиомедиальные ячейки.
Предположительно, как и другие виды своего рода, охотятся на тараканов, которых жалят, парализуют и откладывают на них свои яйца.